# 30 Park Place
30 Park Place, auch unter seiner Adresse 99 Church Street sowie Four Seasons Hotel and Private Residences New York Downtown bekannt, ist ein Wolkenkratzer in Manhattan in New York City. Er wurde vom Architekturbüro Robert A. M. Stern Architects (RAMSA) entworfen.

## Beschreibung
30 Park Place befindet sich in der Church Street zwischen Park Place und Barclay Street im Stadtteil Tribeca in Lower Manhattan. Einen Block westlich liegt das World Trade Center mit dem One World Trade Center, dem höchsten Gebäude der Vereinigten Staaten. Östliches Nachbargebäude ist im selben Stadtblock das Woolworth Building, dahinter liegt der „City Hall Park“ mit dem New Yorker Rathaus. Direkt vor dem Gebäude befinden sich Zugänge zu den Stationen der New York City Subway World Trade Center (Linie ) und Chambers Street (Linien ).
Begonnen wurde mit dem Bau von 30 Park Place im Juni 2008. Ursprünglich war die Eröffnung für das Jahr 2011 vorgesehen. Im September 2009 wurde der Bau des Wolkenkratzers aufgrund der Finanzkrise eingestellt, nachdem bereits wesentliche Arbeiten am Fundament abgeschlossen waren. Im Januar 2010 teilte der Eigentümer Silverstein Properties mit, dass man nach Investoren und Mietern für das Gebäude suche, und dass die Bauarbeiten so bald wie möglich fortgeführt werden sollen. Am 15. Mai 2013 gaben Silverstein Properties bekannt, dass sie eine Vereinbarung mit einer in London ansässigen Investment-Firma getroffen haben. Diese Firma stellte einen Kredit von über 660 Millionen US-Dollar bereit, womit die Finanzierung (778 Millionen Dollar Gesamtkosten) des Wolkenkratzers gesichert ist. Ende Oktober 2013 wurde der Bau dann fortgesetzt. Am 19. Februar 2015 wurde die endgültige Höhe des Wolkenkratzers erreicht. Die Eröffnung fand am 19. September 2016 statt.
Das Bauwerk ist 282,2 Meter (926 Fuß) hoch, womit es zu den höchsten Wolkenkratzern in New York City gehört. In Downtown Manhattan ist es nach 70 Pine Street (290,2 m) das zweithöchste Wohngebäude und übertrifft zudem den 265 m hohen Wohnturm 8 Spruce Street. Ursprünglich waren 278 Meter als Höhe angesetzt, was jedoch im August 2013 leicht nach oben geändert wurde. Das Gebäude hat eine charakteristische Fassade erhalten. Es wurde geplant, diese im Gegensatz zu den meisten modernen Bauten nicht mit einer einheitlichen Glashülle zu versehen, sondern sie mit Kalkstein zu ummanteln und die Fensterelemente einzeln einzufügen. Das 67 Stockwerke (vermarktet werden 82) zählende schlanke Gebäude beherbergt im unteren Bereich ein Hotel mit 189 Zimmern, in den oberen Etagen sind 157 Wohneinheiten untergebracht. Die Apartments sind über eine Lobby in der Park Place erreichbar, während der Haupteingang für das Hotel sich in der Barclay Street befindet.

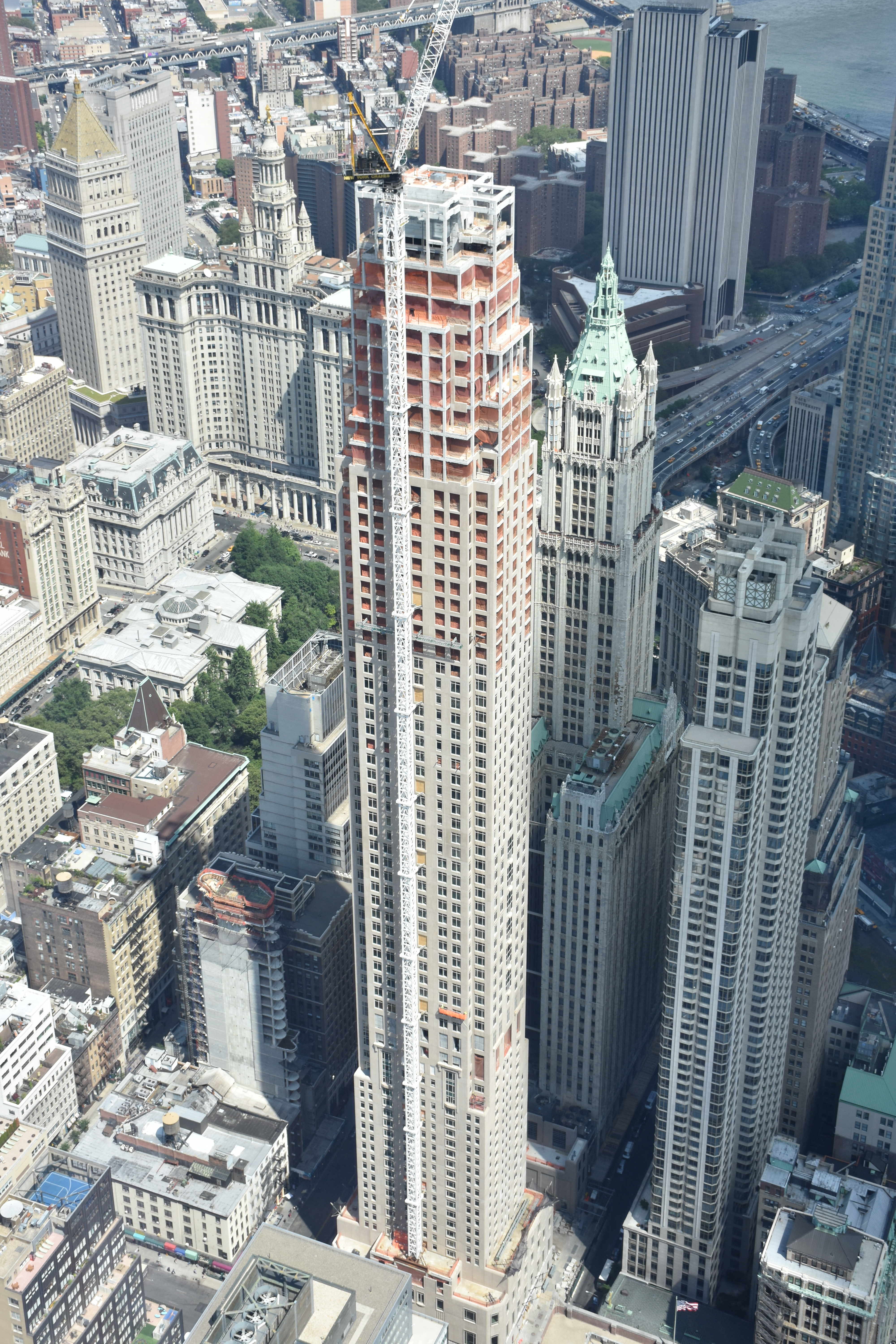
Im Bau am 19. Juni 2015
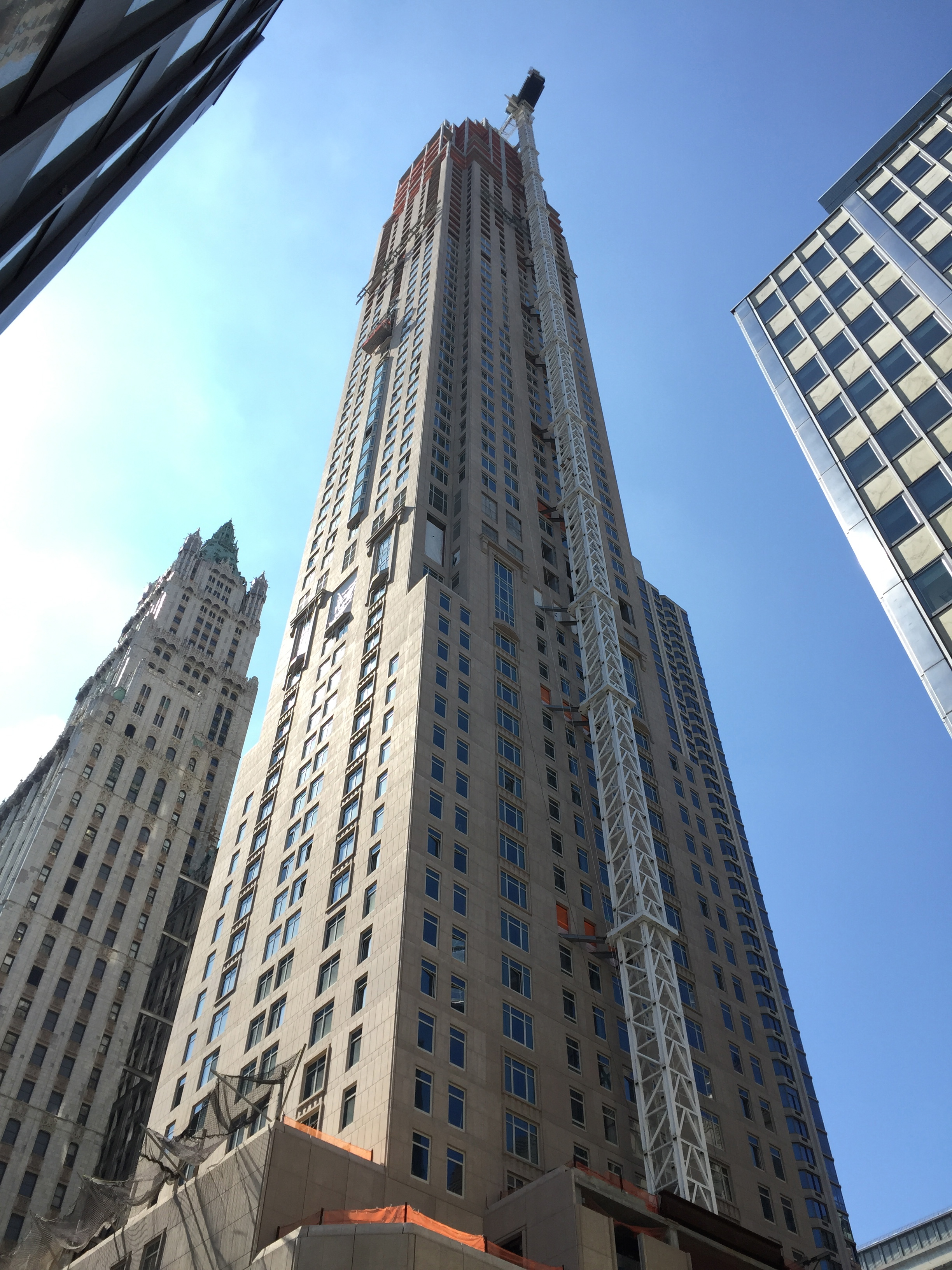
Baufortschritt Juni 2015
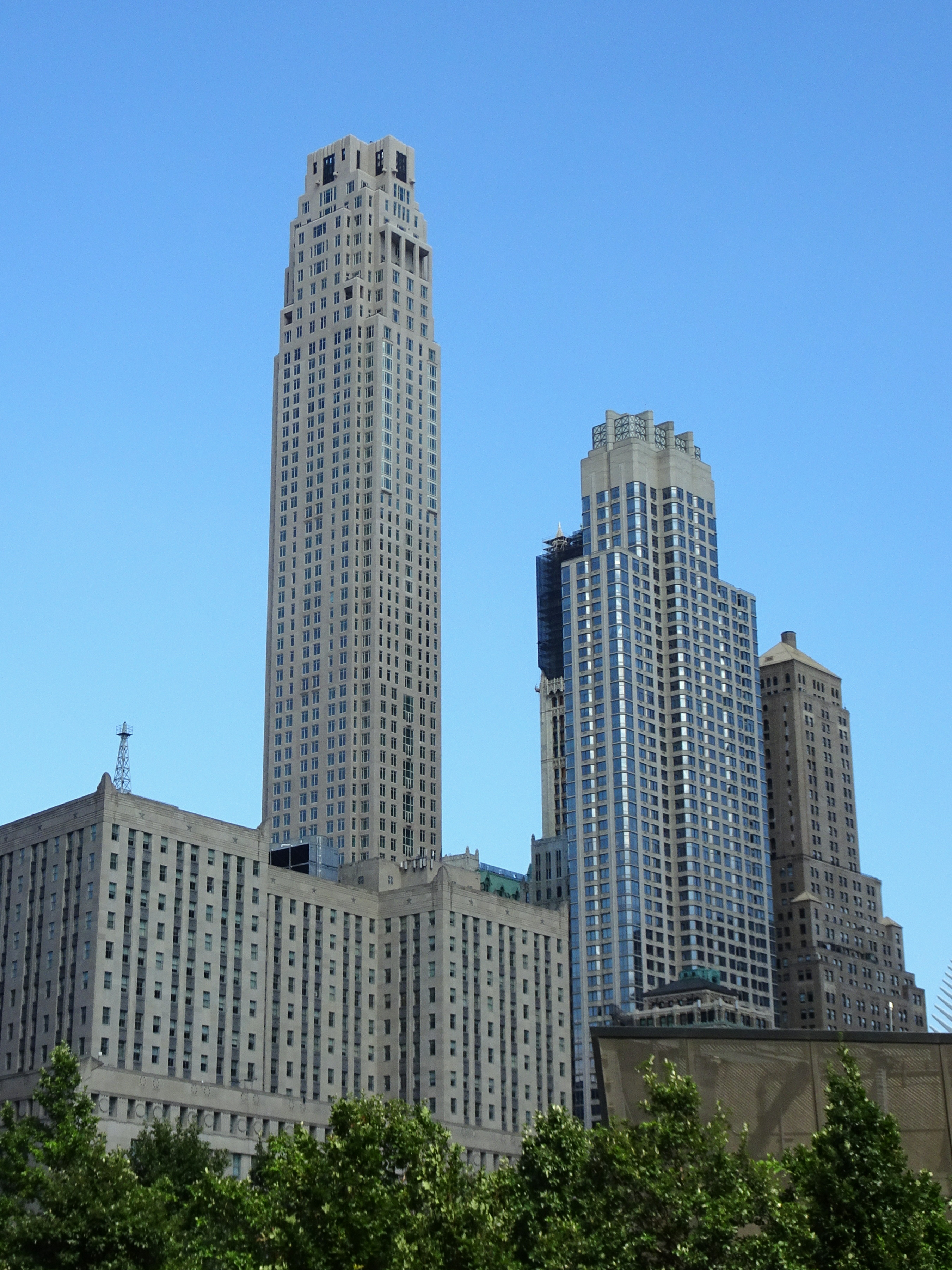
Fertiggestellter Turm im August 2016, gesehen vom WTC
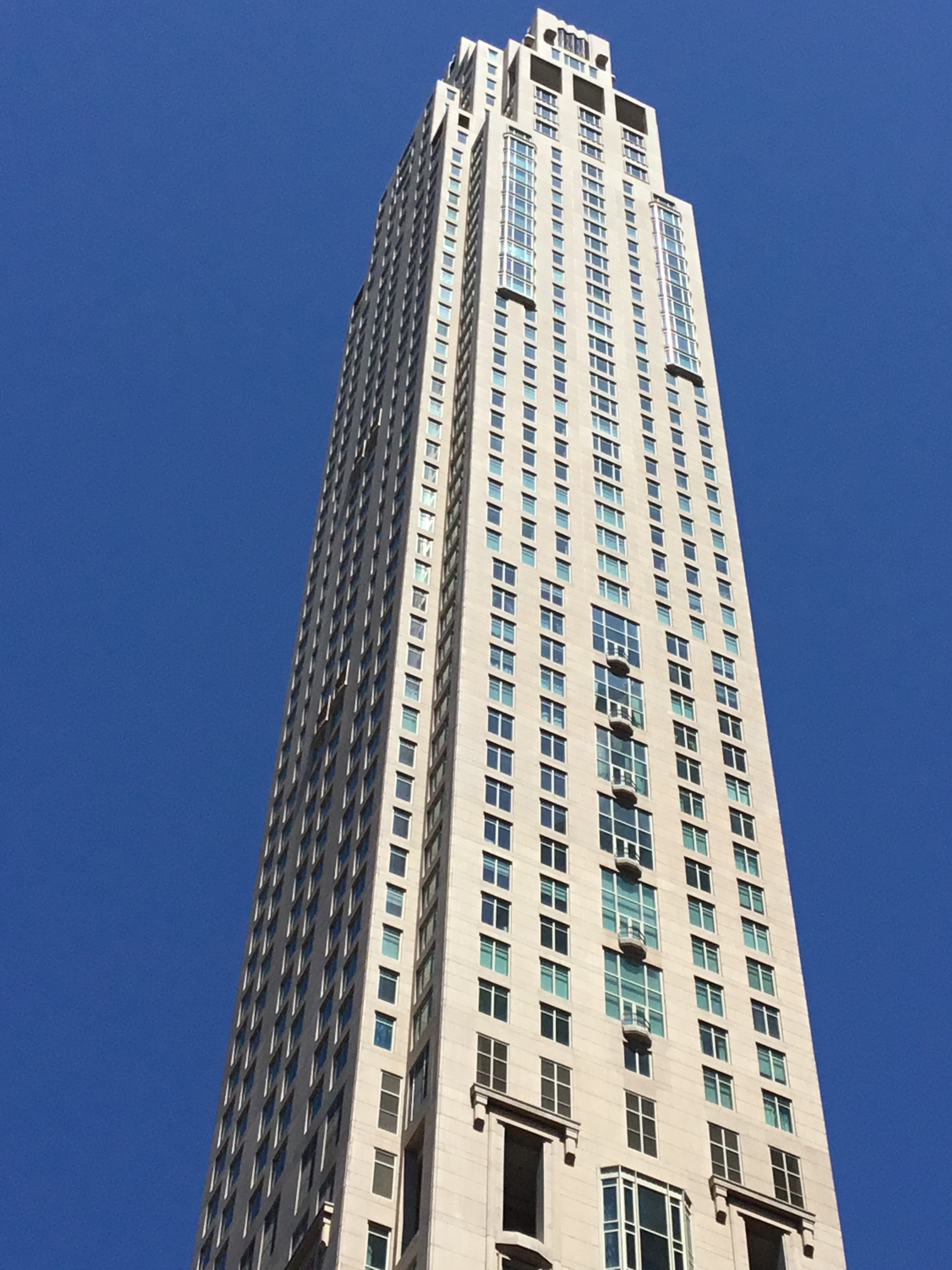
Der Turm am 9. Mai 2022